# Lijst van rijksmonumenten in IJmuiden
De plaats IJmuiden telt 14 inschrijvingen in het rijksmonumentenregister. Hieronder een overzicht.
| Object                                                                                               | Oorspronkelijke functie?  | Bouwjaar  | Architect                    | Locatie                  | Coördinaten?                  | Nr.?   | Afbeelding                                                                  |
| --- | ------------------------- | --------- | ---------------------------- | ------------------------ | ----------------------------- | ------ | --------------------------------------------------------------------------- |
| Hoge vuurtoren van IJmuiden                                                                          | Kust- en oevermarkering   | 1878      | Quirinus Harder              | Vuurtorenstraat 8        | 52° 27' 39" NB, 4° 34' 58" OL | 37121  | Meer afbeeldingen                                                           |
| Lage vuurtoren van IJmuiden                                                                          | Kust- en oevermarkering   | 1878      | Quirinus Harder              | Seinpostweg 34           | 52° 27' 42" NB, 4° 34' 28" OL | 37122  | Meer afbeeldingen                                                           |
| Boerderij Slingermuur, oude roeden, hoger woongedeelte, aanbouwen, bedrijfsgedeelte, met riet gedekt | Boerderij                 | 18e eeuw  |                              | Zeeweg 260               | 52° 27' 8" NB, 4° 37' 46" OL  | 37123  | Meer afbeeldingen                                                           |
| Watertoren                                                                                           | Nutsbedrijf               | 1914-1915 |                              | Evertsenstraat bij 2     | 52° 27' 40" NB, 4° 36' 48" OL | 520689 | Meer afbeeldingen                                                           |
| Filtergebouw                                                                                         | Nutsbedrijf               | 1914-1915 |                              | Evertsenstraat 2         | 52° 27' 40" NB, 4° 36' 48" OL | 520690 | Meer afbeeldingen                                                           |
| Pompgebouw                                                                                           | Nutsbedrijf               | 1914-1915 |                              | Evertsenstraat bij 2     | 52° 27' 40" NB, 4° 36' 48" OL | 520691 | Upload foto                                                                 |
| Watertoren                                                                                           | Nutsbedrijf               | 1914-1915 |                              | Dokweg 35                | 52° 27' 25" NB, 4° 35' 41" OL | 520707 | Meer afbeeldingen                                                           |
| Nieuwe Kerk                                                                                          | Kerk en kerkonderdeel     | 1910-1911 | W.A. Forsyth en G. Meppelink | Kanaalstraat 250         | 52° 27' 45" NB, 4° 36' 12" OL | 520708 | Nieuwe Kerk                                                                 |
| Gedenknaald                                                                                          | Gedenkteken               | 1923      | Samuel de Clercq             | Wordt verplaatst→Sluispl | 52° 27' 37" NB, 4° 34' 26" OL | 520709 | Meer afbeeldingen                                                           |
| Blok van één sluismeesterswoning en zeven sluiswachterswoningen                                      | Waterkering en -doorlaat  | 1875      |                              | Sluisplein 15            | 52° 27' 48" NB, 4° 35' 27" OL | 520710 | Blok van één sluismeesterswoning en zeven sluiswachterswoningen             |
| Voormalig commiezenhuis                                                                              | Overheidsgebouw           | 1876      |                              | Sluisplein 24            | 52° 27' 48" NB, 4° 35' 24" OL | 520711 | Voormalig commiezenhuis                                                     |
| Voormalige telefoonkantoor van de Nederlandsche Bell Telephoon Maatschappij                          | Overheidsgebouw           | 1896      |                              | Visseringstraat 2        | 52° 27' 48" NB, 4° 35' 24" OL | 520712 | Voormalige telefoonkantoor van de Nederlandsche Bell Telephoon Maatschappij |
| Batterij Heerenduin (Seeziel Batterie Heerenduin)                                                    | Batterij                  | 1942-1944 | Duitse marine                | Badweg bij 38A           | 52° 27' 14" NB, 4° 34' 15" OL | 530437 | Meer afbeeldingen                                                           |
| Batterij Olmen (Flak Batterie Olmen)                                                                 | Batterij                  | 1942-1944 | Duitse marine                | IJmuiderslag bij 472     | 52° 27' 4" NB, 4° 34' 13" OL  | 532119 | Meer afbeeldingen                                                           |
| Aula van begraafplaats Duinhof                                                                       | Begraafplaats en -onderdl | 1961      | Willem Dudok                 | Slingerduinlaan 4        | 52° 26' 49" NB, 4° 37' 15" OL | 532207 | Meer afbeeldingen                                                           |